# Theriodictis
Theriodictis és un gènere extint de mamífers carnívors de la família dels cànids que visqueren a les Amèriques durant el Plistocè, fa entre 12.000 i 2,6 milions d'anys. Se n'han trobat restes fòssils a l'Argentina, Bolívia, el Brasil, els Estats Units i Veneçuela. Es calcula que devien pesar uns 37 kg i que caçaven camèlids, cérvols, èquids i rosegadors de grans dimensions. El nom genèric Theriodictis significa ‘mostela salvatge’.